# جنبش نیرومند زمین

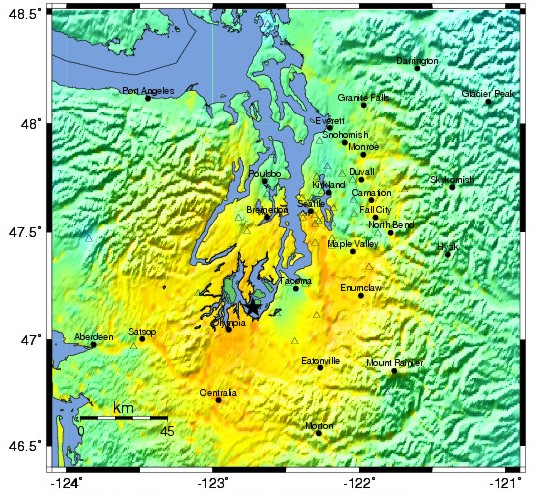
نقشه لرزش زمین‌لرزه ۲۰۰۱ نیسکوالی

جنبش نیرومند زمین (انگلیسی: Strong ground motion) در لرزه‌شناسی به لرزش‌های قوی ناشی از زمین‌لرزه گفته می‌شود که در نزدیکی (کمتر از ۵۰ کیلومتری) گسل عامل زمین‌لرزه رخ می‌دهد. قدرت لرزش در جنبش نیرومند زمین معمولاً بر لرزه‌سنج غالب شده و برای ثبت لرزش، باید به‌جای لرزه‌سنج از شتاب‌نگار یا شتاب‌سنج جنبش نیرومند زمین استفاده شود. علم جنبش نیرومند زمین به مطالعه و بررسی تغییرات گسیختگی گسل در جابه‌جایی کل، انرژی آزادشده و سرعت گسیختگی نیز می‌پردازد.
با رواج بیشتر ابزارهای لرزه‌نگاری (و به‌طور خاص شتاب‌سنج‌ها)، ضرورت هم‌بستگی خسارت مورد انتظار با ابزارهای خوانش و اندازه‌گیری بیشتر حس می‌شود. مقیاس شدت مرکالی اصلاح‌شده (MM) با وجود این‌که مقیاسی قدیمی و متعلق به دوران پیش از ساخت ابزارهای لرزه‌نگاری است، از این نظر مفید باقی مانده که هر سطح شدت، تفاوت قابل مشاهده‌ای در آسیب لرزه‌ای نشان می‌دهد.
نقشه‌های لرزش (ShakeMaps) که توسط سازمان زمین‌شناسی ایالات متحده آمریکا تهیه می‌شوند، اطلاعات تقریباً آنی در مورد رویدادهای مهم لرزه‌ای فراهم کرده و می‌تواند تیم‌های مدیریت شرایط اضطراری و دیگر مؤسسه‌ها را یاری نماید.

## همبستگی با مقیاس مرکالی
سازمان زمین‌شناسی ایالات متحده آمریکا، یک مقیاس شدت ثبت‌شده با دستگاه را تهیه کرده‌است که امکان مقایسه اوج شتاب زمین را در مقیاس شدت زمین‌لرزه را با مقیاس مرکالی فراهم می‌کند. لرزه‌شناسان در سراسر جهان از این مقادیر برای ساخت نقشه‌های لرزش (ShakeMaps) استفاده می‌کنند
| شدت دستگاهی | سرعت (cm/s)  | لرزش ثبت‌شده | آسیب احتمالی   |
| ----------- | ------------ | ----------- | -------------- |
| I           | < ۰٫۰۲۱۵     | حس نمی‌شود   | ندارد          |
| II–III      | ۰٫۱۳۵ – ۱٫۴۱ | ضعیف        | ندارد          |
| IV          | ۱٫۴۱ – ۴٫۶۵  | ملایم       | ندارد          |
| V           | ۴٫۶۵ – ۹٫۶۴  | ملایم       | بسیار سبک      |
| VI          | ۹٫۶۴ – ۲۰    | قوی         | سبک            |
| VII         | ۲۰ – ۴۱٫۴    | بسیار قوی   | متوسط          |
| VIII        | ۴۱٫۴ – ۸۵٫۸  | شدید        | متوسط تا سنگین |
| IX          | ۸۵٫۸ – ۱۷۸   | مخرب        | سنگین          |
| X+          | > ۱۷۸        | بسیار شدید  | بسیار سنگین    |

## زمین‌لرزه‌های برجسته
| اوج سرعت زمین (حداکثر ثبت‌شده) | بزرگی | ژرفا         | تلفات    | زمین‌لرزه                      |
| ----------------------------- | ----- | ------------ | -------- | ----------------------------- |
| ۳۱۸ سانتی‌متر/ثانیه            | ۷٫۷   | ۳۳ کیلومتر   | ۲٬۴۱۵    | زمین‌لرزه ۹۲۱                  |
| ۱۸۳ سانتی‌متر/ثانیه            | ۶٫۷   | ۱۸٫۲ کیلومتر | ۵۷       | زمین‌لرزه ۱۹۹۴ نورت‌ریج         |
| ۱۷۰ سانتی‌متر/ثانیه            | ۶٫۹   | ۱۷٫۶ کیلومتر | ۶٬۴۳۴    | زمین‌لرزه کوبه                 |
| ۱۵۲ سانتی‌متر/ثانیه            | ۶٫۶   | ۱۰ کیلومتر   | ۱۱       | زمین‌لرزه ۲۰۰۷ دورکران چووتسو  |
| ۱۴۷ سانتی‌متر/ثانیه            | ۷٫۳   | ۱٫۰۹ کیلومتر | ۳        | زمین‌لرزه ۱۹۹۲ لاندرز          |
| ۱۴۵ سانتی‌متر/ثانیه            | ۶٫۶   | ۱۳ کیلومتر   | ۶۸       | زمین‌لرزه ۲۰۰۴ چواتسو          |
| ۱۳۸ سانتی‌متر/ثانیه            | ۷٫۲   | ۱۰٫۵ کیلومتر | ۳۵۶ زخمی | زمین‌لرزه ۱۹۹۲ کالیفرنیا       |
| ۱۱۷٫۴۱ سانتی‌متر/ثانیه         | ۹٫۱   | ۲۹ کیلومتر   | ۱۹٬۷۴۷   | زمین‌لرزه و سونامی ۲۰۱۱ توهوکو |
| ۱۰۸ سانتی‌متر/ثانیه            | ۷٫۸   | ۸٫۲ کیلومتر  | ۸٬۸۵۷    | زمین‌لرزه ۲۰۱۵ نپال            |
| ۳۸ سانتی‌متر/ثانیه             | ۵٫۵   | ۱۵٫۵ کیلومتر | ۰        | زمین‌لرزه ۲۰۰۸ چینو هیلز       |
| ۲۰ سانتی‌متر/ثانیه (برآورد)    | ۶٫۴   | ۱۰ کیلومتر   | ۱۱۵–۱۲۰  | زمین‌لرزه ۱۹۳۳ لانگ بیچ        |